# Pueblo Yanacona
El pueblo yanakuna o yanaconas es un grupo indígena americano que habita en su mayoría en el departamento de Cauca, Colombia. En la actualidad los yanakuna hacen uso del español.

## Ubicación geográfica

### Macizo Colombiano
La región se ubica aproximadamente dentro de los 1°40′ y 2°15′ de latitud norte, y los 76°30′ y 76°50′ de longitud oeste, entre los 2000 y 3300 m.s n.m., en el suroccidente del departamento del Cauca; es una especie de puente entre el Alto Magdalena (San Agustín), el Alto Caquetá (Santa Rosa, Descance), nororiente de Nariño (Tajumbina, La Cruz, San Pablo), el Valle de Pubenza (Popayán), el Valle del Patía (El Bordo, Quilcacé) y el Valle de Paletará (Paletará, Puracé). 
Los indicios arqueológicos la señalan como escenario de una de las más antiguas culturas de Colombia, cuyas dataciones se remontan a más de 3000 años de ocupación humana. El área que se incluye dentro de tal frontera, aparece como el territorio que hoy identifican como propio los yanakunas. Tal definición es útil en virtud de que se presenta una noción territorial definida por el uso cotidiano de sus pobladores y desde su cultura que coincide con ciertas fronteras naturales, como el Macizo Colombiano.

### Cauca
Su mayor población se encuentra ubicada en el departamento del Cauca, en el área hídrica y biodiversa denominado Macizo Colombiano, geográficamente dividida en dieciocho (12) comunidades indígenas: Santa Marta (municipio de Santa Rosa), Papallaqta, El Oso, San Juan, Nueva Argelia, Santa Bárbara y El Paraíso (municipio de La Vega), Frontino, Puerta del Macizo, El Moral, Descanse e Inti Yaku.

### Resto del País
Se pueden hallar resguardos o asentamientos pequeños yanakuna en los departamentos de Huila: San José, Yacuas, Inti Llaqta, Rumiyaco, San Angustín y El Rosal; Putumayo: Yachay Wasi, Villa María, Bajo Mirador y Dimás Onel Majín; Valle del Cauca: Santiago de Cali; Quindío: Armenia y en la ciudad de Bogotá, Distrito Capital.

## Cultura y Organización política
Los yanakuna en términos sociopolíticos son un “pueblo”, cuyas fuentes de identidad son el sol, el arco iris, el maíz, las vírgenes remanecidas, la música de flautas traversas. Las características antropológico-políticas se rastrean en la existencia de un territorio común, instituciones similares de gobierno y patrones culturales parecidos y distintos de los demás y por ser una unidad endógama que presenta niveles bajos de estratificación social.
Los cabildos se preservan como manifestación del gobierno indígena. Lo que otrora como institución colonial se impuso para romper la estructura de gobierno indígena con fines de colonización, a pesar de parecer mantenerse sin cambios a través del tiempo, miembros, funciones y rituales de manera paulatina han sufrido modificaciones; y en la actualidad el cabildo es un instrumento de transformación social que aglutina al pueblo yanakuna a partir de sus comunidades, que afirma sus costumbres, que defiende y estimula sus culturas y que preserva las tradiciones. 
El Gobierno es un aspecto no sólo político, sino también social y cultural, que crea el hombre e impulsa un pensamiento para vivir bajo una forma particular de sociedad con arreglo a sus costumbres e instituciones. Por eso entre los yanakuna se ha evolucionado hacia nuevas formas de gobierno y de participación políticas para organizarse y con los que los yanakuna responden a sus pretensiones sobre una nueva figura territorial donde se dirimen los problemas relativos a cuestiones como la descentralización, la financiación de las nuevas entidades territoriales, la administración territorial, la jurisdicción, etc.

## Aspectos lingüísticos
Los yanakuna hablan español, de su idioma ancestral quedan topónimos, hidrónimos, nombres de utensilios, botánica, expresiones de su uso cotidiano, apellidos y expresiones ceremoniales. Toda esta riqueza, que es lo suficientemente significativa como para afirmar la existencia de una tradición lingüística anterior a la llegada de los españoles, permanece viva entre la gente y dispersa por sus montañas definiendo junto al territorio físico un territorio lingüístico.
Las palabras de uso cotidiano pichanguiar (barrer), tatai (asco), cacai (miedo), chichai (frío), chichuca (caliente), topar (encontrar) y taita (padre), inti, llakta, urku, pupu, pampa, entre otras, se escuchan con frecuencia, cuando uno comparte las charlas de fogón a las horas de comer en las frías noches del Macizo. Allí mismo, se puede escuchar los nombres de plantas medicinales, alimenticias y de uso para la producción de utensilios como el chaquilulo, la palchiuaca, la sachapapa, la cayamba, la sinaguata, la majua, la mamaguasca, la guaca blanca, la quinua y el ulluco.

## Gastronomía
La mesa se sirve con platos que se pueden encontrar en cualquier almuerzo de Colombia; poseen recetas que guardan relación con viejas tradiciones gastronómicas como el zangu, la chuya, el pringapata, el mote, el birimbi, la chicha, el acu, la mazamorra, la caucha, el cachimai. La parafernalia de la cocina incluye utensilios como zambos de sachapuro, canastos de chillazo, pucunas, cagüinga (espátula), chicha y chacanas (camillas).
Actualmente se viene recuperando el uso y transformación de los productos originarios tales como la quinua y el amaranto, de los cuales existen una variedad de productos como la harina para realizar sopas o coladas.